# Бужаки, Юрий
Юрий Бужаки — профессор неврологии в медицинской школе Нью-Йоркского университета.

## Образование
- В 1974 году получил степень доктора медицины в Университете Печа в Венгрии.
- В 1984 году защитил докторскую диссертацию по неврологии под руководством Эндре Грастьяна.

## Вклад
Основной областью исследования является нейронный синтаксис, то есть то, как сегментация нейронной информации организуется многочисленными мозговыми ритмами.
Он определил клеточно-синаптическую основу тета-, гамма-колебаний и острых волн гиппокампа с соответствующими быстрыми колебаниями, их связь друг с другом, а также с поведением и сном.
Первым продемонстрировал роль гамкергических интернейронов в колебаниях сети.
Так называемая двухэтапная модель реконсолидация памяти, предложенная им, демонстрирует, как информация, передаваемая неокортексом во время обучения, временно изменяет сети гиппокампа, за чем следует реактивация и консолидация этих следов памяти во время резких волн-пульсаций сна.
Его эксперименты продемонстрировали, как неравномерное распределение скоростей срабатывания поддерживает надежность, чувствительность, пластичность и стабильность нейронных сетей.
Он был пионером в области многочисленных технических инноваций, включая крупномасштабные методы записи с использованием кремниевых чипов и NeuroGrid — органической, гибкой электродной системы, используемой как у животных, так и у людей.

## Признания
- Членом Национальной академии наук США
- Член Американской ассоциации содействия развитию науки и Европейской академии наук.
- Внештатный член Венгерской академии наук.
- Почётные степени
  - Университета Экс-Марсель, Франция,
  - Университета Капошвара, Венгрия,
  - Университета Печа, Венгрия.
- Лауреат первой премии Brain Prize в 2011 году [2] вместе с Тамашем Фройндом и Петером Шомоди за их работу, описывающую организацию нейронов в гиппокампе и коре головного мозга.
- Лауреатом премии Ральфа У. Джерарда 2020 года в области нейронауки — высшей награды Общества нейронауки США.
- В 2011 году ему была присуждена старшая стипендия Zukunftskolleg в Университете Констанца.[3]

## Избранные работы
- Buzsáki, G. (2019). The Brain From Inside Out. New York: Oxford University Press.
- Buzsáki, György; Anastassiou, Costas A.; Koch, Christof (June 2012). The origin of extracellular fields and currents — EEG, ECoG, LFP and spikes. Nature Reviews Neuroscience. 13 (6): 407–420. doi:10.1038/nrn3241. PMC 4907333. PMID 22595786.
- Buzsaki, G. (2006). Rhythms of the Brain. New York: Oxford University Press.
- Buzsáki, G., & Draguhn, A. (2004). Neuronal oscillations in cortical networks. Science, 304(5679), 1926-1929.
- Buzsáki, György (January 2002). Theta Oscillations in the Hippocampus. Neuron. 33 (3): 325–340. doi:10.1016/s0896-6273(02)00586-x. PMID 11832222.
- Freund, T. F.; Buzsáki, G. (1996). Interneurons of the hippocampus. Hippocampus. 6 (4): 347–470. doi:10.1002/(SICI)1098-1063(1996)6:4<347::AID-HIPO1>3.0.CO;2-I. PMID 8915675.